# USS LST-509
O USS LST-509 foi um navio de guerra norte-americano da classe LST que operou durante a Segunda Guerra Mundial.